# Nemotarsus
Nemotarsus is een geslacht van kevers uit de familie van de loopkevers (Carabidae). De wetenschappelijke naam van het geslacht is voor het eerst geldig gepubliceerd in 1853 door LeConte.

## Soorten
Het geslacht Nemotarsus omvat de volgende soorten:
- Nemotarsus disciger (Chaudoir, 1876)
- Nemotarsus elegans LeConte, 1853
- Nemotarsus fallax (Dejean, 1831)
- Nemotarsus interruptus (Chaudoir, 1876)
- Nemotarsus limbicollis Bates, 1883
- Nemotarsus rhombifer Bates, 1883
- Nemotarsus scutellaris (Chaudoir, 1876)
- Nemotarsus sellatus (Emden, 1958)
- Nemotarsus titschacki (Liebke, 1951)